# جوفانا ياكشيتش
جوفانا ياكشيتش (بالصربية: Јована Јакшић) مواليد 30 سبتمبر 1993 في بلغراد، صربيا والجبل الأسود، هي لاعبة كرة مضرب صربية وتحتل حالياً المرتبة 180 (2 نوفمبر 2015) في تصنيف رابطة محترفات كرة المضرب. أعلى تصنيف لها في الفردي كان 102. أعلى تصنيف لها في الزوجي كان 377.

## النهائيات

### الزوجي (1–1)
| الحصيلة | الرقم | التاريخ        | الدورة         | الأرضية | الشريك         | المنافس                       | النتيجة          |
| ------- | ----- | -------------- | -------------- | ------- | -------------- | ----------------------------- | ---------------- |
| الوصافة | 1.    | 18 أكتوبر 2010 | المنستير، تونس | صلبة    | ساشا كابيبولين | ايرينا كوليكوفا بولينا مونوفا | 2–6, 6–1, [7–10] |
| الفوز   | 1.    | 24 أغسطس 2015  | وينيبيغ, كندا  | صلبة    | شارون فيشمان   | كريستي آهن لورين غييرمو       | 6–2, 6–1         |

## روابط خارجية
- جوفانا ياكشيتش على موقع رابطة محترفات التنس (الإنجليزية)
- جوفانا ياكشيتش على موقع الاتحاد الدولي لكرة المضرب (الإنجليزية)
- جوفانا ياكشيتش على موقع كأس بيلي جين كينغ (الإنجليزية)
- جوفانا ياكشيتش على موقع خلاصة التنس.كوم (الإنجليزية)